# سرچ‌لایت کپیتال

سرچ‌لایت کپیتال

سرچ‌لایت کپیتال (انگلیسی: Searchlight Capital) شرکت خدمات مالی و سرمایه‌گذاری بریتانیایی است، که در سال ۲۰۱۰ تأسیس شد.